# Big Jim of the Sierras
Big Jim of the Sierras è un cortometraggio muto del 1913 diretto da Edward LeSaint.

## Produzione
Il film fu prodotto dalla Selig Polyscope Company.

## Distribuzione
Distribuito dalla General Film Company, il film - un cortometraggio di una bobina - uscì nelle sale cinematografiche statunitensi il 24 ottobre 1913.